# Lahidschan (Verwaltungsbezirk)
Lahidschan (persisch شهرستان لاهیجان, DMG Lāhījān) ist ein Schahrestan in der Provinz Gilan im Iran. Er enthält die Stadt Lahidschan, welche die Hauptstadt des Verwaltungsbezirks ist.

## Kreise
- Zentral (بخش مرکزی)
- Rudbeneh (بخش رودبنه)

## Demografie
Bei der Volkszählung 2016 betrug die Einwohnerzahl des Schahrestan 167.544. Die Alphabetisierung lag bei 84 Prozent der Bevölkerung. Knapp 62 Prozent der Bevölkerung lebten in urbanen Regionen.
| Zensusjahr | Einwohnerzahl |
| ---------- | ------------- |
| 2011       | 168.829       |
| 2016       | 167.544       |